# Torre di Poggio Raso
La torre di Poggio Raso nota anche come torre Rivolta, è una torre costiera situata su un promontorio dei monti dell'Uccellina, a nord di Talamone, nel territorio comunale di Orbetello.

## Storia
La torre fu costruita in un punto strategico per svolgere prevalentemente funzioni di avvistamento lungo la costa dei Monti dell'Uccellina.
Originariamente a base quadrangolare, è ipotizzabile una ristrutturazione rinascimentale della fortificazione, più precisamente in epoca quattrocentesca, durante la dominazione senese; al riguardo, tuttavia, non sono ancora stati rintracciati documenti e fonti che provano questa teoria.
Sicuramente, in epoca tardocinquecentesca, la torre divenne un avamposto difensivo in prossimità del confine meridionale del granducato di Toscana. Proprio in questo periodo, i Medici effettuarono lavori di restauro e di riqualificazione della struttura, per renderla più efficiente nello svolgere le proprie funzioni nell'ambito del sistema difensivo costiero.
Nell'Ottocento, con la definitiva caduta politica del Granducato di Toscana a seguito dell'Unità d'Italia, la fortificazione andò in rovina e in seguito fu venduta a privati. I lavori di ricostruzione avvenuti in epoche recenti hanno recuperato la torre con base circolare e l'hanno in seguito adibita a struttura ricettiva.

## Descrizione
La torre di Poggio Raso si presenta a sezione circolare, con strutture murarie quasi interamente rivestite in pietra.
La fortificazione si distribuisce su quattro livelli presenta un basamento a scarpa cordonato, dove si aprono la porta di accesso ad arco tondo ribassato e piccole finestre di forma rettangolare.
Al di sopra della cordonatura che delimita superiormente il basamento a scarpa, si aprono altre finestrelle rettangolari che si dispongono su due distinti livelli; quello superiore è delimitato, in alto, da un'altra cordonatura che costituisce la base della parte sommitale.
La parte alta della torre in passato doveva quasi certamente presentare la terrazza sommitale di avvistamento, dalla quale venivano eventualmente emessi segnali luminosi per comunicare con le torri vicine. Attualmente, si presenta chiusa da grandi finestre delimitate tra loro da alcuni pilastri sui quali poggia il tetto di copertura.